# Мартін Альнпех
Мартін Альнпех, або Мартін Алембек — золотар другої половини XVI ст., брат Гануша (Яна) Альнпека, який прибув до Львова. Стрий Яна Альнпека.

## З життєпису
Син Зебальда Альпеха (пом. 1574). Ремесла навчався в родинному Львові в батька. Після його смерті з родиною (зокрема, синами Валентином, Даніелем) переїхав до Дрездена, де перебував у 1586—1589 роках, навчав синів золотарства. Став надвірним золотарем саського «електора» Крістіана І (для нього, також пізніше, виконав, зокрема, золоті ланцюги, деякі з портретами, оздобленими дорогоцінним камінням, спинки для шат князя, таці для печаток, численні срібні оправи книг тощо з розвинутими ренесансовими формами). Його вироби стали широко відомими, за чим жалкували львів'яни. Зокрема, у 1589 році виконав срібну оправу для книги княгині «електорової». Виріб, за яким детермінують його праці, — оправа лікувальної книги коней, яка була в публічній бібліотеці Дрездена.